# Цона Арцерини I (Падова)
Цона Арцерини I је насеље у Италији у округу Падова, региону Венето.
Према процени из 2011. у насељу је живело 34 становника. Насеље се налази на надморској висини од 1 м.